# イブラヒマ・ジャロ (1985年生のサッカー選手)
イブラヒマ・ジャロ（フランス語: Ibrahima Diallo、1985年9月26日 - ）は、ギニアの元サッカー選手。元ギニア代表。ポジションはDF。

## クラブ歴
2004年にFCルーアンで選手となった。2005年にEAギャンガンに加入したがBチームでプレーした。
2006年にシャルルロワSCに移籍。2011年にKVオーステンデ、翌年にワースラント＝ベフェレンに移籍した。
2012年にリーグ・ドゥのアンジェSCOに加入、2016年まで在籍した。

## 代表歴
2007年11月20日のアンドラ代表との親善試合でギニア代表初出場。アフリカネイションズカップ2012にも参加した。